# Alieu Jagne
Alieu Jagne, född 3 december 1983, är en svensk före detta fotbollsspelare med gambiskt ursprung.
Jagne spelade under sin karriär för Finspångs AIK, Ängby IF, Väsby United, GIF Sundsvall. Han lämnade GIF Sundsvall i juli 2011 för isländska Haukar. Jagne gjorde sex mål på tio matcher men ville inte fortsätta spela på Island och avslutade i mars 2012 sin professionella karriär.
Den 7 februari 2014 meddelade Stockholmsklubben Preben Bois via pressmeddelande att Jagne är klar för spel kommande säsong.